# Roccia agpaitica
Una roccia agpaitica o agpaite è una roccia magmatica peralcalina, solitamente nefelinsienite o fonolite.  È caratterizzata da rapporto molecolare (Na2O + K2O) / Al2O3 > 1 (in origine era > 1,2), alti contenuti di ferro, sodio, cloro e zirconio e bassi di magnesio e calcio. Il termine è attualmente (Sørensen, 1974) ristretto a nefelin sieniti peralcaline caratterizzate da complessi minerali di zirconio e titanio al posto dei normali zircone e ilmenite. 

## Origine del nome
Le rocce agpaitiche sono state descritte per la prima volta in base ad un ritrovamento avvenuto nel 1811 nel complesso intrusivo di Ilimaussaq, sudovest della Groenlandia. 

## Caratteri tessiturali e mineralogici
Le agpaiti hanno tessitura olocristallina faneritica e ipidiomorfa. La loro caratteristica  è la presenza, accanto ai minerali caratterizzanti (feldspato alcalino, nefelina e pirosseni sodici), di silicati complessi contenenti zirconio, titanio, sodio, calcio, elementi delle terre rare e fluoro. Le agpaiti sono insolitamente ricche di minerali rari e poco conosciuti come l'eudialite, la wöhlerite, la loparite, l'astrofillite, la lorenzenite, la catapleiite, la lamprofillite e la villiaumite (NaF). Da notare che nella composizione di tutti questi minerali è presente il sodio. Solitamente è presente la sodalite ma non è una caratteristica distintiva. Rocce ignee meno alcaline caratterizzate dalla presenza di zircone, titanite ed ilmenite sono dette miaschitiche.

## Caratteri geochimici
Le agpaiti hanno basse concentrazioni di elementi come Mg, (Ca), Sc, V, Co, Cu, Ni, (Sr), e Ba ma sono comunemente ricche in modo eccezionale di Li, Be, Na, Y, Zr, Nb, lantanidi, Hf, Ta, e alogeni, principalmente fluoro e cloro.

## Origine delle agpaiti
Il normale modello petrogenetico per spiegare l'origine di queste rocce è che esse derivino dalla cristallizzazione frazionata di un magma di origine mantellica, come un alcalibasalto, una nefelinite o una nefelina benmoreite. il basso contenuto di magnesio, scandio, cobalto e nichel implicano la cristallizzazione frazionata di minerali femici. I bassi contenuti di calcio, stronzio ed europio, come a Ilímaussaq e Norra Kärr, danno un'indicazione della cristallizzazione del plagioclasio e della sua rimozione dal magma.

## Distribuzione
Rocce agpaitiche, oltre che nella località tipo di Ilimaussaq in Groenlandia e a Norra Kärr in Svezia, sono presenti nei complessi di Lovozero e Khibiny nella penisola di Kola e sul Monte Saint-Hilaire in Québec, Canada.